# 海隆控股
海隆控股有限公司，簡稱海隆控股（英語：Hilong Holding Limited，港交所：1623），則在2001年由張軍（董事長及首席執行官）創立一家名為「北京華實海隆石油機械設備有限公司」，以及「Hailong International (L) Limited」（2003年建立）。
而業務則在中國內地和全球經營油田技术服务、石油钻具、石油管材、轧钢、石油机械设备、化工新材料、国际贸易等行業。
而原先招股價為2.5至3.7港元之間，全球發售4億股，集資額為10億至14.8億港元之間，以及在2011年3月24日於香港交易所主板上市，已引入榮智健作為策略投資者。也因為受到市況不利影響，已押後在2011年4月21日於香港交易所主板上市，而全球發售則維持不變，但招股價和集資額有所下降，招股價為3.27港元，集資額為13.08億港元。
總部位於中國上海寶山工業園區羅東路1825號，以及香港銅鑼灣勿地臣街1號時代廣場1座3206室。

## 連結
- HilongGroup.net （页面存档备份，存于）